# Kornikarz jodłowy
Kornikarz jodłowy (Zeteotomus brevicornis) – gatunek chrząszcza z rodziny kusakowatych i podrodziny kusaków. Zamieszkuje zachód palearktycznej Eurazji.

## Taksonomia
Gatunek ten opisany został po raz pierwszy w 1839 przez Wilhelma Ferdinanda Erichsona pod nazwą Leptacinus brevicornis. Jako miejsce typowe wskazano Austrię. W jego obrębie wyróżnia się dwa podgatunki – oprócz nominatywnego także Zeteotomus brevicornis cephallenicus, opisany w 1983 roku z Cefalonii przez Arnaldo Bordoniego pod nazwą Metoponcus brevicornis cephallenicus.

## Morfologia
Chrząszcz o wąskim, mocno wydłużonym, lekko spłaszczonym ciele długości od 5,5 do 7,5 mm. Głowa jest niemal prostokątna w zarysie, czarna z czerwonobrunatnymi czułkami i głaszczkami, pozbawiona mikrorzeźby, niezbyt gęsto pokryta wyraźnymi, podłużnymi, ku tyłowi coraz mniejszymi punktami. Przedplecze jest nieco węższe od głowy, w zarysie prawie owalne, błyszcząco czarne, podobnie jak głowa pozbawione mikrorzeźby i pokryte podłużnymi, ku tyłowi coraz mniejszymi punktami. Na grzbietowe rzędy przedplecza składają się po dwie, trzy, rzadko cztery jamki. Bo bokach przedplecza leży para S-kształtnych bruzd. Podgięcia przedplecza mają górne krawędzie rozdzielone w przedniej części na dwie listewki, z których górna ma rynienkowate wyżłobienie. Pokrywy są błyszcząco brunatne, lekko sklepione, niewyraźnie pomarszczone, śladowo mikrorzeźbione, pokryte delikatnym i rozproszonym punktowaniem. Barwa krótkich odnóży jest żółtobrunatna. Błyszcząco czarny odwłok pokrywa delikatne i silnie rozproszone punktowanie. 

## Ekologia i występowanie
Owad ten zamieszkuje lasy z udziałem jodły. Larwy i postacie dorosłe są drapieżnikami wyspecjalizowanymi w żerowaniu na jajach, larwach i poczwarkach kornikowatych z gatunków jodłowiec krzywozębny i jodłowiec kolcozębny. Bytują pod korą obumierających jodeł w korytarzach swoich ofiar, a spotykane bywają także w chodnikach larw rębaczy. Szczyt pojawu postaci dorosłych ma miejsce jesienią, a wylęg larw wiosną.
Gatunek zachodniopalearktyczny. Podgatunek nominatywny znany jest z Francji, Belgii, Niemiec, Szwajcarii, Austrii, Włoch, Polski, Czech, Słowacji, Węgier, Ukrainy, Rumunii, Bośni i Hercegowiny, Serbii, Czarnogóry, Grecji i Turcji. Wszędzie jest rzadko i lokalnie spotykany. W Polsce podawany jest z Gór Bardzkich, Ojcowskiego Parku Narodowego, Gór Świętokrzyskich, Beskidu Śląskiego, Pienin, Roztocza, Beskidu Niskiego i Bieszczadów; ponadto odnaleziony został w napływkach na Dolnym Śląsku. Na „Czerwonej liście gatunków zagrożonych Republiki Czeskiej” umieszczony jest jako gatunek krytycznie zagrożony wymarciem (CR). Z. b. cephallenicus jest endemitem greckiej wyspy Kefalinia.